# Roger Needham
Roger Michael Needham (9 février 1935 - 1er mars 2003) est un informaticien britannique. Il est principalement connu pour son protocole de communication appelé le protocole de Needham-Schroeder.

## Biographie
Roger Michael Needham est né à Sheffield. Il fréquente la Doncaster Grammar School à Doncaster (alors dans la West Riding of Yorkshire), puis étudie au St John's College à partir de 1953 ; il obtient une licence (BA) en 1956 en mathématiques et philosophie, et un Ph. D. portant sur les applications des ordinateurs au classement et à la recherche automatiques de documents (titre de sa thèse « The Application of Digital Computers to Problems of Classification and Grouping ») sous la direction de David Wheeler. Il travaille sur des projets informatiques variés comme la sécurité des ordinateurs, les systèmes d'exploitation) et réseaux locaux.
En 1962, il rejoint le Department of Computer Science and Technology de l'Université de Cambridge, alors appelé le Mathematical Laboratory, dont il devient le directeur en 1980. Il est nommé professeur en 1981 et est resté au sein du laboratoire jusqu'à sa retraite en 1995. En 1997, il crée le département du Microsoft Research Laboratory basé au Royaume-Uni. Il a été l'un des Fellows fondateurs du Wolfson College de l'Université de Cambridge.
Needham était l'époux de Karen Spärck Jones.

## Travaux
Parmi ses contributions théoriques figure le développement de la logique de Burrows-Abadi-Needham (en) du pour l'authentification, généralement connue sous le nom de logique BAN. Son protocole de communication inventé avec Michael Schroeder,
et appelé le protocole de Needham-Schroeder a constitué la base du système d'authentification et d'échange de clés Kerberos. Il a également participé à la conception des algorithmes de cryptage TEA et XTEA. Il a été un pionnier de la technique de protection des mots de passe par une fonction de hachage à sens unique,.

## Honneurs et distinctions
Needham est élu à la Royal Society en 1985, devient fellow de la Royal Academy of Engineering en 1993 et reçoit l'ordre de l'Empire britannique pour ses contributions en algorithmique en 2001. Il était in membre de longue date de l'International Association for Cryptologic Research, de la IEEE Computer Society et de son Technical Committee on Security and Privacy, et membre du University Grants Committee. Il était fellow de l'Association for Computing Machinery depuis 1994. Il a obtenu la médaille Faraday en 1998.
Needham a été fait docteur honoris causa de l'Université de Twente, de l'Université de Loughborough, et de l'Université de Kent.

## Honneurs posthumes
Roger Needham Award
La British Computer Society a créé en 2004, une bourse annuelle appelée Roger Needham Award en son honneur.
EuroSys Roger Needham PhD award
EuroSys a créé un Roger Needham PhD award en son honneur. Ce prix de 2 000 € est attribué à un étudiant d'une université européenne dont la thèse de PhD est considérée comme une contribution exceptionnelle et innovante en informatique.

## Articles liés
- Andrew Herbert (en)
- Maurice Wilkes
- David Wheeler
- Tiny Encryption Algorithm
- XTEA